# TP-Link
TP-Link (em Chinês: 普联技术; em Pinyin: pǔ lián jì shù, estilizado como tp-link), é uma fabricante global de produtos para rede de computadores com sede em Shenzhen, Guangdong, China. A TP-LINK é a maior fabricante de redes domésticas (redes SOHO) no mercado chinês. A TP-LINK foi líder mundial na distribuição de produtos de redes sem fio no primeiro trimestre de 2013, com produtos distribuídos para mais de 100 países e dezenas de milhões de clientes.

## História

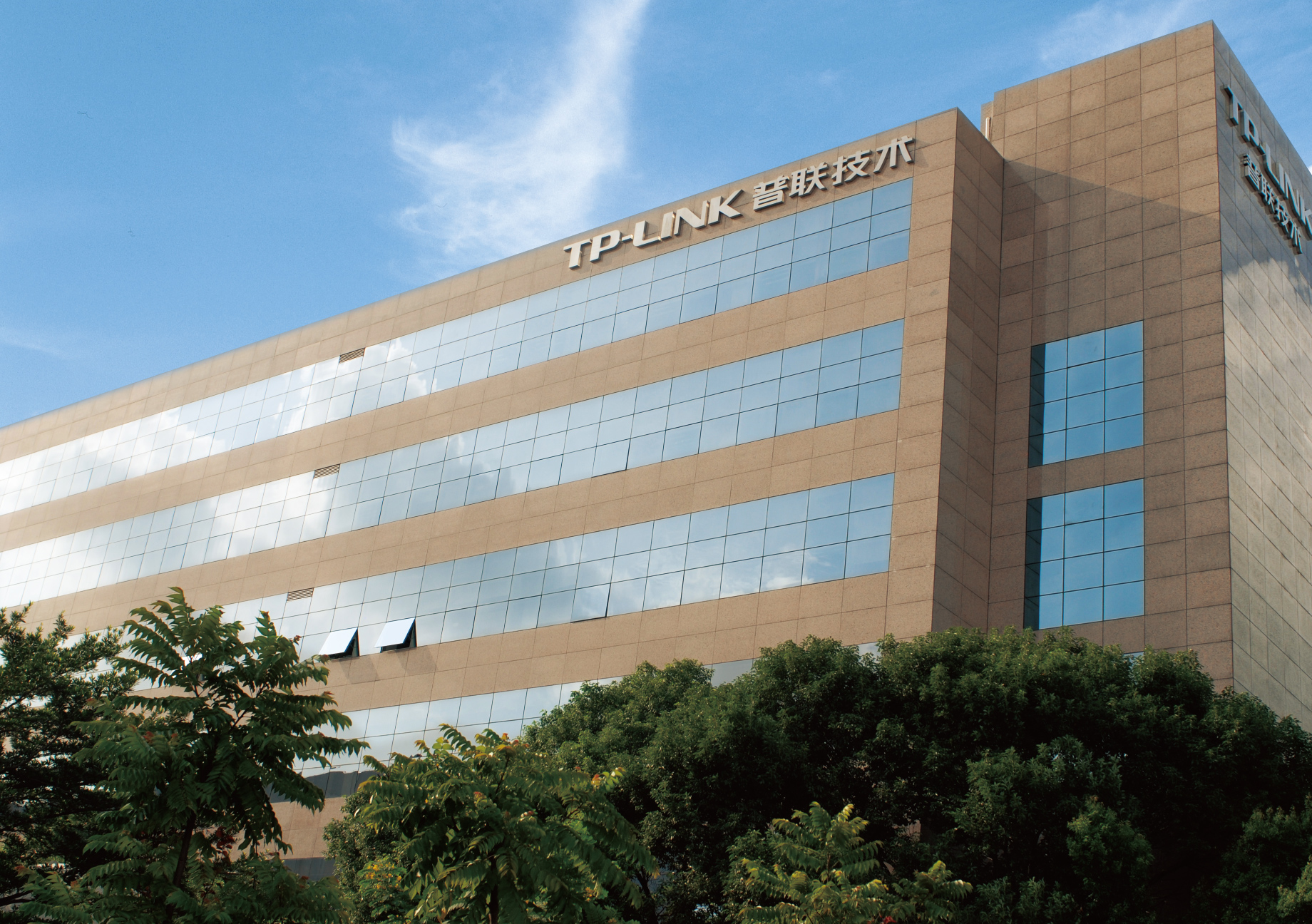
Sede global da TP-Link em Shenzhen, China

A TP-Link foi fundada em 1996 por dois irmãos, Zhào Jiànjūn (赵建军) e Zhào Jiāxīng (赵佳兴), com o intuito de produzir e comercializar uma placa de rede que eles tinham desenvolvido. O nome da empresa foi baseada no conceito de "conexão de cabo de par trançado (twisted pair)", uma espécie de cabeamento eletromagnético, daí o "TP" no nome da empresa.
A TP-Link iniciou sua primeira expansão internacional em 2005. Em 2007, a empresa mudou-se para sua nova sede de 100.000 metros quadrados e instalações no Hi-Tech Industry Park de Shenzhen. A TP-LINK USA foi criada em 2008.
Em setembro de 2016, a TP-Link revelou seu novo logotipo e slogan, "Reliably Smart"; o novo logotipo pretende retratar a empresa como uma marca destinada ao "estilo de vida", à medida que se expande para produtos domésticos inteligentes.

## Gama de produtos

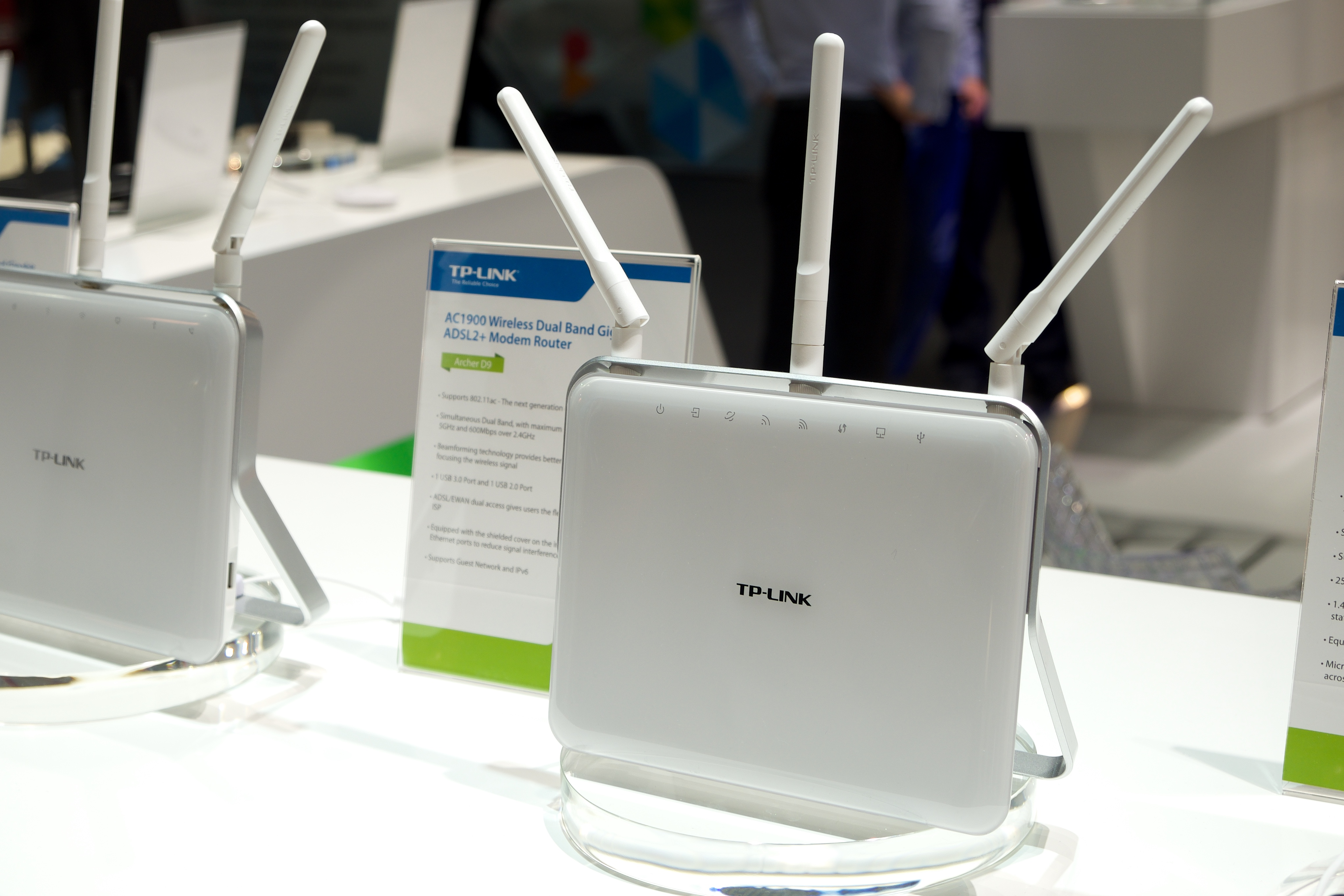
Roteador TP-LINK AC1900 Wireless Dual Band Gigabit ADSL2+ Modem

Os produtos TP-Link incluem roteadores sem fio, telefones celulares, ADSL, repetidores, roteadores, switches, câmeras IP, adaptadores powerline, servidores de impressão, conversores de mídia, adaptadores sem fio e carregadores de bateria. A TP-Link também fabricou o roteador OnHub para o Google. Em 2016 a empresa lançou a nova marca Neffos para smartphones. A TP-Link fabrica dispositivos domésticos inteligentes sob sua linha de produtos Kasa.

## Fabricação
A TP-Link é uma das poucas grandes empresas de redes sem fio a fabricar seus produtos internamente, em vez de terceirizar para fabricantes de projetos originais (ODMs). A empresa diz que esse controle sobre os componentes e a cadeia de suprimentos é um importante diferencial competitivo.

## Vulnerabilidades
A Computerworld informou em janeiro de 2015 que o ZynOS, um firmware usado por alguns roteadores (ZTE, TP-Link, D-Link e outros), ficou vulnerável ao sequestro de DNS por um invasor remoto não autenticado, especificamente quando o gerenciamento remoto está habilitado. Segundo Tim Carrington, investigador em segurança digital, em maio de 2018 foi identificado uma vulnerabilidade de nível crítico no modelo TL-WR740N em seu firmware, possibilitando que hackers usem código maliciosos de maneira remota abrindo brecha para atividades criminosas.